# David Roth
Pour les articles homonymes, voir Roth.
David Roth, né le 19 mai 1985 (originaire de Lucerne), est une personnalité politique suisse, membre du Parti socialiste.
Il est député du canton de Lucerne au Conseil national depuis décembre 2023.

## Biographie
David Roth naît le 19 mai 1985. Il est originaire de Lucerne. Sa mère est membre du Parti socialiste.
Il grandit à Lucerne avec ses deux frères, dans un immeuble situé près du Lion de Lucerne.
Après des études inachevées d'histoire moderne et de philosophie à l'Université de Fribourg, il travaille pour le syndicat Syndicom à partir du 1er mars 2016. Il en est le secrétaire central.
Il a effectué un service civil.
Il habite à Lucerne.

## Parcours politique
Selon ses propres dires, il adhère aux Jeunes socialistes après être resté sans nouvelles des Verts pendant près de deux semaines. Il a alors 16 ans. Il adhère quatre ans plus tard au parti socialiste.
Il est président de la Jeunesse socialiste suisse de 2011 à 2014, puis président du parti socialiste lucernois depuis le 13 juin 2015. Il est également l'un des six vice-présidents du Parti socialiste suisse depuis le 27 août 2021.
Il siège au législatif de la ville de Lucerne de juin 2008 (nommé directement par son parti en remplacement d'un démissionnaire) à 2011, puis au Conseil cantonal de Lucerne du 20 juin 2011 au 1er décembre 2023.
Il est candidat au Conseil national en 2011, 2015 et 2019, sans succès (également au Conseil des États en 2019),. Il arrive lors de sa troisième tentative en deuxième position de sa liste pour la Chambre basse, derrière la sortante réélue Prisca Birrer-Heimo.
Il se profile à la fin des années 2010 sur la question des primes de l'assurance-maladie, contribuant en sa qualité de président du parti socialiste lucernois à ce que le Tribunal fédéral condamne son canton pour la réduction excessive des subsides aux assurés,.
Il est élu député du canton de Lucerne au Conseil national en octobre 2023. Il siège au sein de la Commission des transports et des télécommunications (CTT) et de la Commission de gestion.